# Martijn Jaspers
Pour les articles homonymes, voir Jaspers.
Martijn Jaspers (né le 11 février 1987 à Ommen) est un coureur cycliste et entraineur néerlandais, spécialiste du BMX.

## Biographie
Il est notamment médaillé de bronze Championnats d'Europe de BMX 2014 et quatrième des mondiaux de 2013.
Il arrête sa carrière en 2016 et devient entraineur de BMX. Ses athlètes Twan van Gendt et Laura Smulders ont notamment été champions du monde. En décembre 2021, il est nommé entraineur national par la Fédération néerlandaise, à la place de Raymon van der Biezen.

## Palmarès en BMX

### Championnats du monde
- Auckland 2013
  - 4e du BMX

### Coupe du monde
- 2009 : 105e du classement général
- 2010 : 48e du classement général
- 2011 : 28e du classement général
- 2012 : 96e du classement général
- 2013 : 11e du classement général
- 2014 : 30e du classement général
- 2015 : 39e du classement général
- 2016 : 33e du classement général

### Championnats d'Europe
- Roskilde 2014
  -  Médaillé de bronze du BMX

### Coupe d'Europe
- 2016 : 5e du classement général

### Championnats des Pays-Bas
- 2009
  - 2e du BMX
- 2011
  - 3e du BMX
- 2016
  - 3e du BMX